# Harriet Chalmers Adams

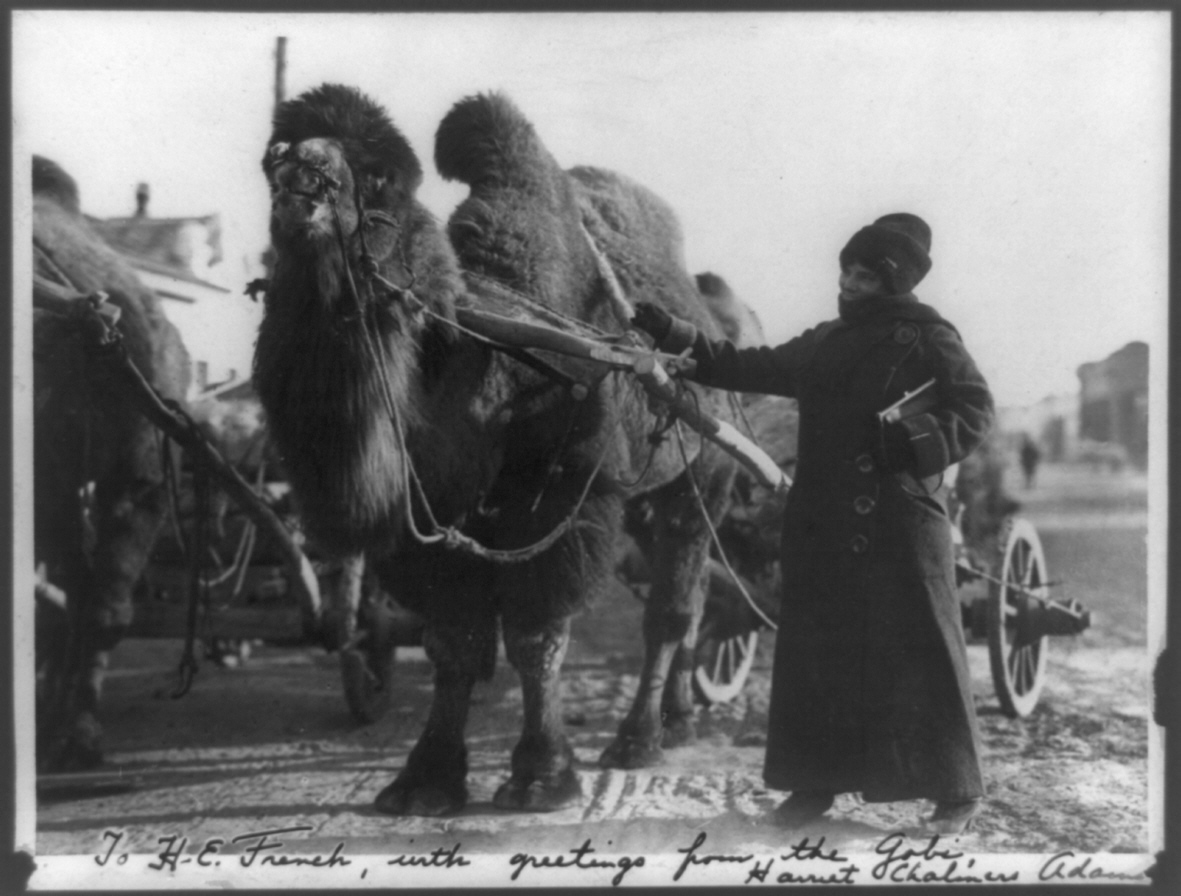
Harriet Chalmers Adams neben einem Kamel-Karren in der Wüste Gobi.

Harriet Chalmers Adams (* 22. Oktober 1875; † 17. Juli 1937 in Nizza) war eine US-amerikanische Entdeckerin, Journalistin und Fotografin. Die Berichte von ihren Reisen nach Südamerika, Asien und Ozeanien veröffentlichte sie im Magazin National Geographic. Sie hielt häufig Vorträge, in denen sie viele Dias und Filmaufnahmen zeigte.

## Leben
Ihre erste Expedition unternahm sie ab 1904 durch Südamerika. Zusammen mit ihrem Ehemann besuchte sie innerhalb von drei Jahren jedes Land des Kontinents und durchquerte die Anden zu Pferde.
Später folgte eine Amerika-Expedition auf den Spuren des Christoph Kolumbus, bei der sie auch quer durch Haiti ritt. Nachdem sie während des Ersten Weltkrieges als Korrespondentin für Harper’s Magazine nach Europa gekommen war, unternahm sie eine zweite Südamerika-Expedition, bei der sie insbesondere das östliche Bolivien bereiste.
Im National Geographic erschienen zwischen 1907 und 1935 einundzwanzig bebilderte Artikel, darunter Some Wonderful Sights in the Andean Highlands (September 1908), Kaleidoscopic La Paz: City of the Clouds (Februar 1909) und River-Encircled Paraguay (April 1933). Sie berichtete aus Trinidad, Surinam, Bolivien, Peru und über die Bahnstrecke über die Anden, von Buenos Aires nach Valparaíso führend. 
Zu Adams’ Zeiten nahm die National Geographic Society noch keine Frauen als Vollmitglieder auf. Daher beteiligte sie sich 1925 an der Gründung der Society of Woman Geographers, deren Vorsitzende sie bis 1933 war.
Adams soll insgesamt mehr als hunderttausend Meilen gereist sein und unzählige Menschen mit ihren Vorträgen begeistert haben. Die New York Times schrieb: „Harriet Chalmers Adams ist Amerikas bedeutendste Entdeckerin. Ihre Fähigkeit als Vortagende ihre Zuhörer zu elektrisieren ist unübertroffen, weder von Frauen noch von Männern.“ Nach ihrem Tod in Nizza 1937 erschien in der Washington Post ein Nachruf, der sie als eine „Vertraute von wilden Kopfjägern,“ beschrieb, die bis zuletzt die entlegensten Ecken der Welt durchquerte.